# Itoshima
Itoshima  (Japans: 糸島市, Itoshima-shi) is een stad in de Japanse prefectuur Fukuoka. Op 1 januari 2010 had de stad een geschatte bevolking van 99.026 inwoners. De bevolkingsdichtheid bedroeg 458 inw./km². De oppervlakte van de stad bedraagt 216,12 km². Tot de stad behoort ook het eilandje Himeshima (姫島, 0,75 km²)

## Geschiedenis
Itoshima werd op 1 januari 2010 een nieuw gestichte stad (shi) na de samenvoeging van de gemeenten Shima en Nijo (district Itoshima) met de stad Maebaru. Het district Itoshima hield op te bestaan.

## Politiek
Hideki Tsutui van de gemeente Nijo is tot aan de verkiezingen van 14 februari 2010 waarnemend burgemeester.
Itoshima zal een gemeenteraad hebben die bestaat uit 24 verkozen leden.

## Bezienswaardigheden
- De berg Raizan (雷山), 955m

## Verkeer

### Weg

#### Autosnelweg
De Nishi-Kyushu-autosnelweg is bereikbaar via de oprit in Maebaru.

#### Autoweg
- Autoweg 202,naar Hakata-ku (Fukuoka) of Nagasaki

#### Prefecturale weg
Itoshima ligt aan de prefecturale wegen 12, 49, 54, 56 en 85 

### Trein
- Kyushu Railway Company
  - Chikuhi-lijn
    - Stations Hatae, Chikuzen-Maebaru, Misakigaoka, Kafuri (op het grondgebied van de voormalige stad Maebaru)
    - Stations Ikisan , Chikuzen-Fukae, Dainyū, Fukuyoshi,Shikaka (op het grondgebied van de voormalige gemeente Nijo)

Station Chikuzen-Maebaru is het centrale station van de stad Itoshima. Hier ligt het stadhuis en de andere openbare voorzieningen.

### Bus
- Showa Bus[3]

## Aangrenzende steden en gemeenten
- Nishi-ku, Fukuoka
- Sawara-ku, Fukuoka
- Saga
- Karatsu (Saga)

## Geboren in Itoshima
- Mariko Shinoda (Japans: 篠田麻里子, Shinoda Mariko), geboren op 11 maart 1986, een zangeres van de groep AKB48